# Дзюнйо-Мару
Дзюнйо-Мару (Junyo Maru) — транспортне судно, яке під час Другої світової війни брало участь у операціях японських збройних сил на Тихому океані. Також відоме як Zyunyo Maru.
Судно спорудили як SS Ardgorm в 1913 році на британській верфі Robert Duncan Co's. У Глазго для компанії Lang & Fulton - Ardgarry Steamship. В 1917-му воно перейшло до Furness Withy & Co. Ltd., що перейменувала судно на SS Hartland Point, у 1918-му стало власністю Johnstone Line of Liverpool, для якої ходило як SS Hartmore, а в 1921-му опинилось під контролем Anglo-Oriental Navigation та отримало назву SS Sureway.
У 1926-му судно придбала японська Sanyo Sha Goshi Kaisha, після чого воно було перейменоване на «Дзюнйо-Мару». З 1927-го новим власником стала Kabafuto Kisen Kabushiki Kaisha, а в 1938-му – Baba Shoji.
У серпні 1938-го на тлі Другої японо-китайської війни «Дзюнйо-Мару» реквізували для потреб Імперської армії Японії, проте у грудні 1939-го повернули власнику.
На початку 1943-го судно повторно реквізували для Імперської армії. Є відомості, що в березні – червні 1943-го «Дзюнйо-Мару» здійснило кілька рейсів між Японією та Шанхаєм, а потім було знову передане власнику. Втім, вже у жовтні 1943-го Імперська армія в черговий раз узяла судно під своє управління.
Станом на середину вересня 1944-го «Дзюнйо-Мару» знаходилось в Батавії (наразі Джакарта). 15 вересня воно вийшло у рейс до Падангу (південне узбережжя Суматри), маючи на борту понад 2 тисячі військовополонених (голландці, британці, австралійці, американці) та 4,5 тисячі примусово набраних яванських робітників, яких мали задіяти для будівництва залізниці (призначалась для транспортування вугілля до східного узбережжя Суматри, звідки його було безпечніше доправляти до Сінгапуру). За три години по опівдні 18 вересня, коли «Дзюнйо-Мару» вже пройшло Зондську протоку та прямувало Індійським океаном, його виявив британський підводний човен HMS Tradewind. Субмарина дала залп із чотирьох торпед, дві з яких потрапили у ціль. Менш ніж за годину «Дзюнйо-Мару» затонуло, при цьому загинуло понад п’ять з половиною тисяч осіб – 1382 військовополонені та 4171 яванський працівник. Вціліло 680 полонених та біля 200 яванців. Ескорт скинув три глибинні бомби, проте це не завдало HMS Tradewind якихось пошкоджень.